# Angelo Agostini

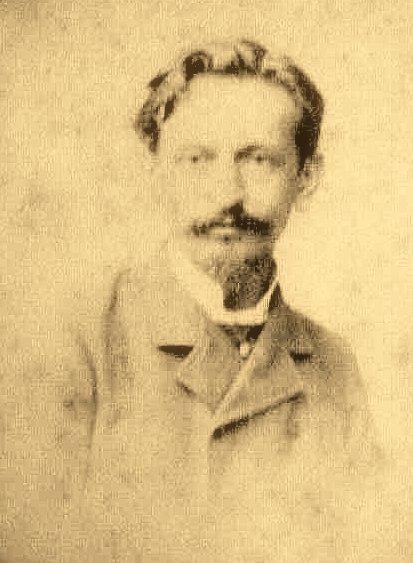
Angelo Agostini

Angelo Agostini (* 1843 in Vercelli; † 28. Januar 1910 in Rio de Janeiro) war ein Zeichner italienischer Herkunft, der sich als erster brasilianischer Karikaturist und Journalist zum bedeutendsten grafischen Künstler des zweiten Kaiserreiches entwickelte. Seine Karriere begann 1864 mit dem Ausbruch der Kämpfe des Paraguayischen Krieges und dauerte mehr als 40 Jahre. Seine letzten Arbeiten sind Zeugnisse für den Sturz der Republik und die Konsolidierung der Oligarchie.

## Leben

### Kindheit und Jugend
Angelo Agostini wurde in der oberitalienischen Provinz Piemont geboren und kam noch als Kleinkind nach Paris. 1858 begann er ein Zeichenstudium und begleitete im folgenden Jahr als 16-Jähriger seine Mutter, die Opernsängerin Raquel Agostini auf einer Tournee nach Brasilien. Sie blieben ab 1860 in São Paulo, wo der junge Italiener begann, als Zeichner zu arbeiten.

### São Paulo
Vier Jahre später gründete er mit dem Rechtsanwalt, Journalisten und Dichter Luís Gonzaga Pinto da Gama und Sizenando Barreto Nabuco de Araújo (1842–1892) die liberale Wochenzeitung O Diabo Coxo (Lahmer Teufel).
1864 gilt auch als der Beginn seiner Karriere als Cartoonist. Das low-cost Sonntagsblatt O Diabo Coxo veröffentlichte neben den Zeichnungen Agostinis vor allem die Texte Gamas zur Abschaffung der Todesstrafe sowie Nachrichten und kritische Artikel von Barreto Nabuco de Araújo. Die Zeitschrift fand hohe Beachtung, lebte aber trotz ihres Erfolges nur kurz (1864–1865).
Im Jahr 1866 gründete Agostini mit Américo de Campos and Antônio Manuel Reis die wöchentlich erscheinende Zeitschrift O Cabrião (Die Pest) und wirkte als Herausgeber.
Im Cabrião veröffentlichte er Satiren auf den Paraguay-Krieg und nahm auf der Titelseite fortwährend die Geistlichkeit und die etablierte farbige Elite von Sao Paulo aufs Korn. Die Zeitschrift kam in ihrer zweijährigen Erscheinungszeit beim Publikum gut an und musste dennoch 1867 eingestellt werden.
Hervorzuheben ist auch eine Reihe von kleinen Artikeln wie Instruções Secretas dos Padres da Companhia de Jezus (Geheime Anleitung der Brüder der Gesellschaft Jesu = Jesuiten), in der Agostini die Strategien des religiösen Ordens zur Bereicherung persiflierte und die Karikatur O Cemitério da Consolação em Dia de Finados, eine Satire auf den christlichen Feiertag. Diese Karikatur verursachte eine hitzige Polemik in zwei anderen Zeitschriften, dem O Diário de São Paulo und dem Correio Paulistano und führte schließlich dazu, dass der Cabrião als erste brasilianische Publikation verklagt wurde.
Zu jener Zeit entwickelte Agostini seinen Zeichenstil weiter. Im Gegensatz zu anderen Comiczeichnern tendierte er nicht zur leichten unterhaltsamen Karikatur, sondern bevorzugte einen schwereren intellektuellen Ansatz mit gezielten Veränderungsabsichten.

### Rio de Janeiro
Der Künstler zog 1867/1868 nach Rio de Janeiro und arbeitete ab 1867 für die Zeitschriften O Arlequim (Harlekin) und ab 1868 Vida Fluminense (Das Leben außerhalb der Stadt Rio). Er setzte seine intensiven Aktivitäten zur Abschaffung der Sklaverei fort, unter anderem mit mehreren satirische Darstellungen von Kaiser Pedro II. von Brasilien.
Agostini brachte Texte und Bilder zusammen und schuf nach seinen Konventionen die ersten brasilianischen Bildergeschichten unter dem Titel As Aventuras de Nhớ-Quim & Zé Caipora (Die Abenteuer von Nhô-Quim and Zé Caipora). Diese Geschichten wurden in den Zeitschriften Vida Fluminense, O Malho und Dom Quixote veröffentlicht. Sie handelten von zwei erst kürzlich in der Stadt angekommenen Bauern, die beide in einer Welt lebten, die sich gleichzeitig rund um den kaiserlichen Hof und die Mythologie des ländlichen Brasilien drehte.
Die in der Ausgabe vom 30. Januar 1869 der Vida Fluminense erschienene Kindergeschichte As Aventuras de Nhô Quim ou Impressões de Uma Viagem à Corte (Die Abenteuer von Nhô Quim oder Impressionen einer Reise an den Hof) gilt als erster Comic Brasiliens überhaupt und als einer der ältesten der Welt.
Von 1869 bis 1875 arbeitete er an der Zeitschrift O Mosquito (Moskito), in der er im Jahre 1872 eine satirische Karikatur des Gemäldes Passagem de Humaitá [Passage von Humaitá] (1868) von Victor Meirelles (1832–1903) veröffentlichte.

### Revista Illustrada
Angelo Agostini gründete im Januar 1876 die Revista Illustrada, ein engagiertes meinungsbildendes journalistischen Medium im damaligen Brasilien. In der Revista schuf Agostini 1883 die Figur Zé Caipora und verwendete sie auch im O Malho und später im Don Quixote.
Sie wurde 1886 in Einzelabschnitten erneut veröffentlicht und damit zur ersten beständigen brasilianischen Comic-Figur.

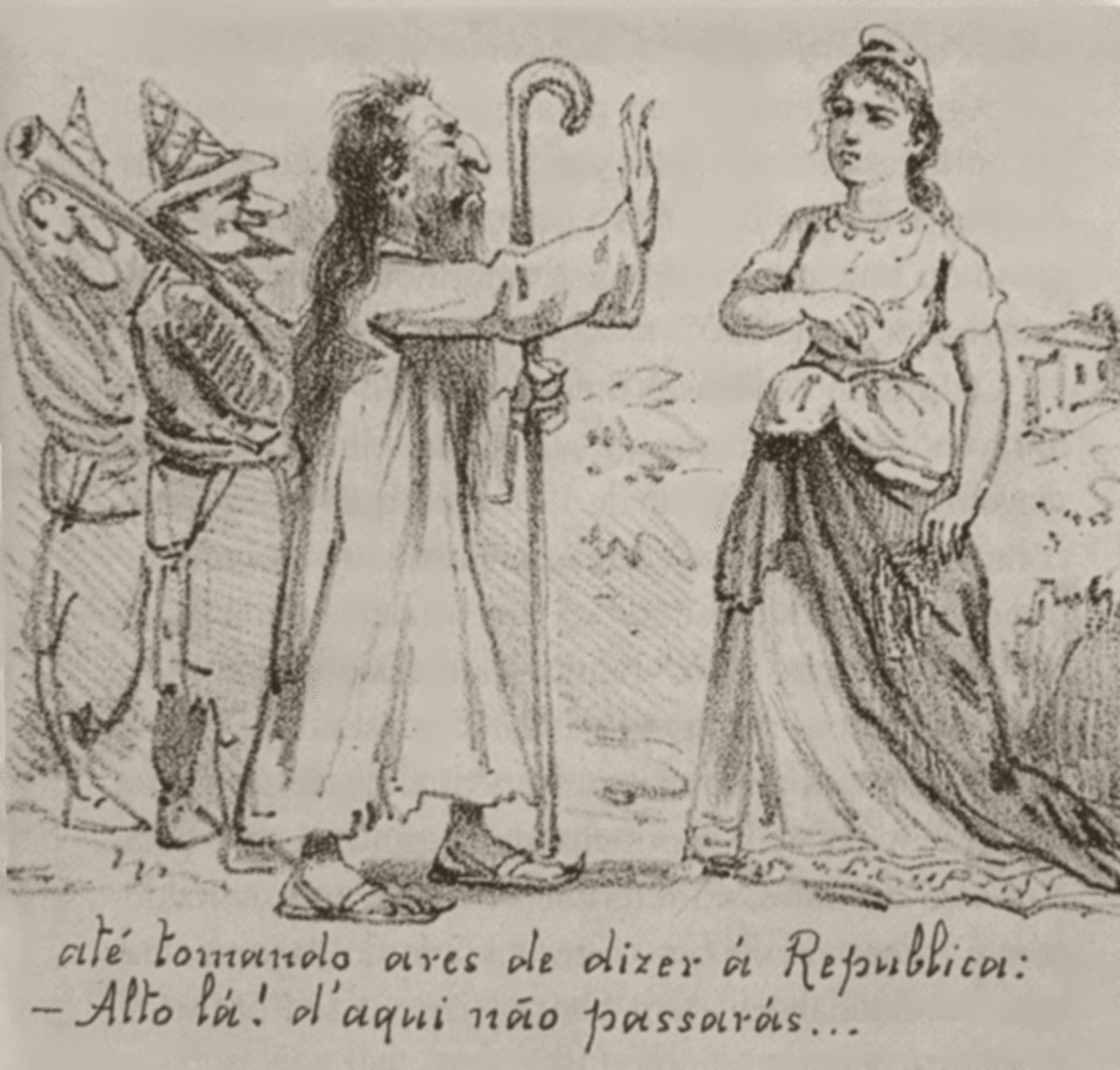
Die Revista Ilustrada Angelo Agostinis, Medium der republikanischen Propaganda während des Kaiserreichs mit einer Karikatur des Beraters, der mit Gefolge von mit alten Gewehren bewaffneten Clowns versucht, die Republik aufzuhalten.

### Abigail de Andrade
1888, kurz nach dem Erhalt der brasilianischen Staatsbürgerschaft, verstrickte sich der bereits verheiratete Künstler in eine Beziehung zu seiner aus Vassouras in der Provinz Rio de Janeiro stammenden Kunstschülerin Abigail de Andrade (1864– um 1890). Abigail war zu jenem Zeitpunkt eine vielversprechende Künstlerin, die von Kritikern sehr gelobt wurde und als einzige Frau 1884 eine Goldmedaille für ihre im Salon Imperial ausgestellten Arbeiten erhalten hatte.
Die illegitime Beziehung, die Schwangerschaft und schließlich 1888 die Geburt der Tochter Angelina verursachten einen Skandal in Rio. Agostini musste seine Herausgebertätigkeit für die Revista Ilustrada niederlegen. Das Paar wich im Oktober des Jahres dem öffentlichen Druck, verließ Brasilien und zog nach Paris. In Frankreich trafen Agostini neue Schicksalsschläge: im April 1890 verstarb sein soeben geborenes zweites Kind, Sohn Angelo und bald darauf auch dessen Mutter Abigail. Angelo Agostini kehrte nach Rio de Janeiro zurück, begleitet von seiner Tochter Angelina Agostini, die später Malerin wurde und 1973 in hohem Alter starb.

### Zurück in Brasilien
Nach seiner Rückkehr nach Brasilien gründete Agostini die Zeitschrift Don Quijote (1895–1906) und arbeitete für die Zeitschrift O Tico Tico, die die Bildergeschichten seiner Comicfigur Zé Caipora bis Dezember 1906 veröffentlichten. Er arbeitete unter anderem auch für O Malho und Gazeta de Notícias.
Von 1890 an nahm er häufiger als Künstler an Ausstellungen teil, von 1901 bis zu seinem Tod sogar an allen Exposições Gerais de Belas Artes (Allgemeine Ausstellungen der Bildenden Künste). Als Agostini 1910 starb, war er zum größten und einflussreichsten Comiczeichner des Zweiten Kaiserreichs (1840–1889) gereift und bedeutender als andere bekannte Zeichner wie Pereira Neto und Hilarião Teixeira.

## Erinnerung
Der Name des Künstlers bleibt im Prêmio Angelo Agostini (Angelo Agostini-Preis) lebendig, der alljährlich von der Vereinigung der Cartoonisten und Karikaturisten von São Paulo in acht Kategorien vergeben wird.